# Cr 140
Collinder 140 è un ammasso aperto relativamente vicino situato nella costellazione del Cane Maggiore. È stato scoperto e catalogato prima da Nicolas Louis de Lacaille nel 1752, che lo ha descritto come un ammasso stellare nebuloso, e successivamente da Per Collinder, che lo ha inserito nel suo catalogo nel 1931. Fitzgerald et al. (1980) lo descrivono come un ammasso giovane e esteso, anche se non è propriamente un ammasso, ma un semplice raggruppamento di stelle formate assieme.
Sulla base di misurazioni combinate della parallasse di nove membri dell'ammasso, questo gruppo possiede una parallasse stimata di 2,66 ± 0,13 mas, che equivale a un modulo di distanza di 7,88 ± 0,11, ovvero una distanza di circa 1226 anni luce (376 pc). L'ammasso ha una densità di 0,21 masse solari per parsec cubico, circa il doppio della densità esistente tra il Sole e le stelle vicine. Con un'eta stimata nell'ordine dei 20 milioni di anni, potrebbe essersi formato nella stessa nube molecolare che ha formato NGC 2516 e NGC 2547.